# Wagenmaker

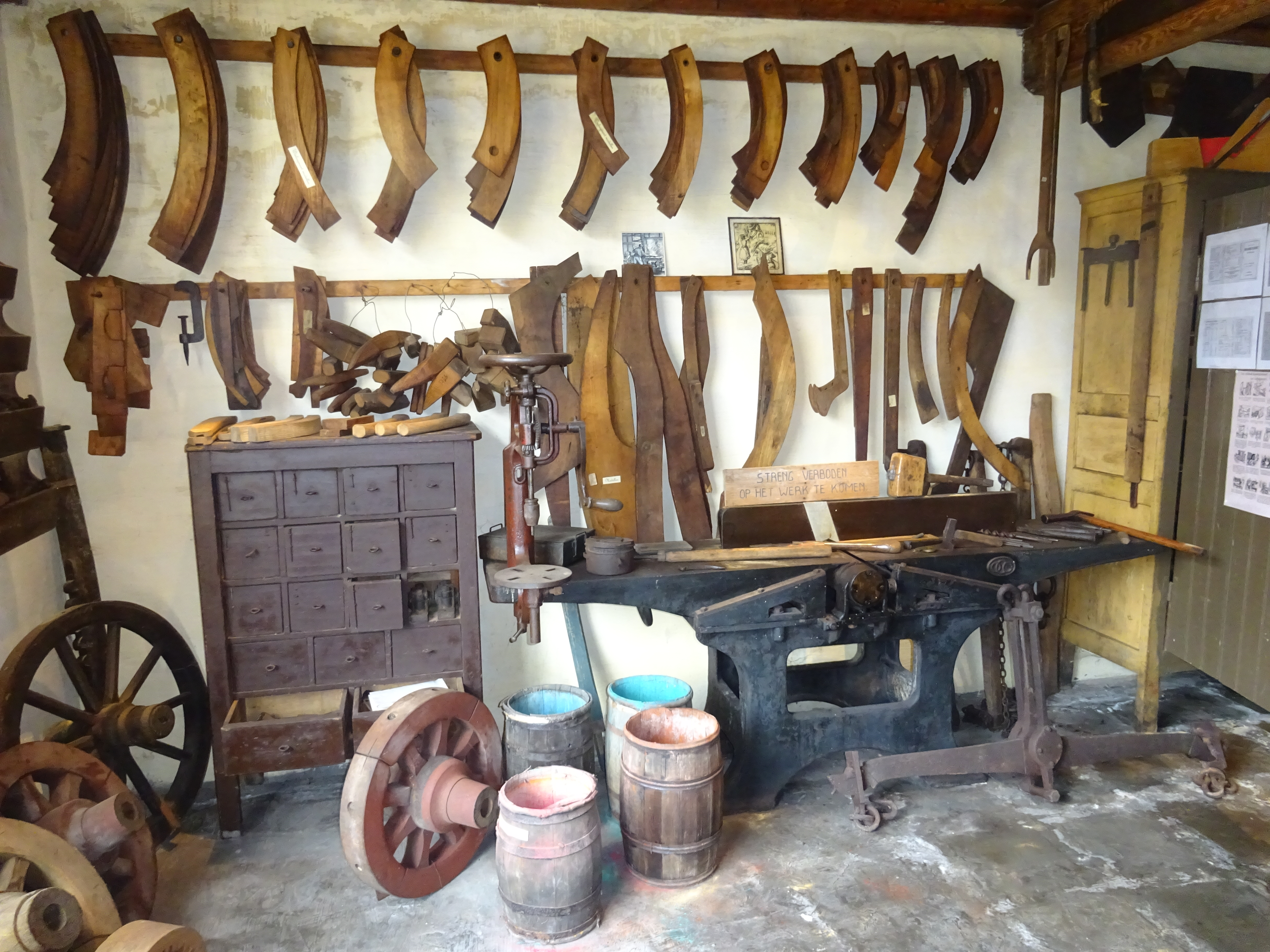
Een deel van de wagenmakerij in de Smoufelbeekhoeve (Maldegem). Bemerk achterin de verschillende mallen (sjablonen).

Een wagenmaker (ook wel stelmaker of radmaker) is iemand die in vroeger tijd houten karren en wagens maakte en repareerde, evenals onderdelen daarvoor zoals wielen en askasten. 
Hoewel er wagenmakers waren die comfortabele koetsen maakten, waren de meesten van hen voornamelijk werkzaam voor boerenbedrijven. De grootste vraag was naar meerwielige karren en wagens, maar hun assortiment omvatte ook kruiwagens, eggen, ploegen, beerkisten, wanmolens, botermolens en kafmolens. Voor ambachtslieden maakte de wagenmaker bakkerswagens met soms de mogelijkheid een hond in te spannen, de zogenaamde hondenkar, stootwagens voor timmerlieden of metselaars, bierwagens ingericht voor het vervoer van biervaten of een mallejan voor het vervoer van bomen. In Vlaanderen behoorden ook doodskisten tot het productgamma van de wagenmaker.

## Opleiding
Wagenmaker was een beroep dat doorgaans van vader op zoon overging. De opleiding startte meestal op 14-jarige leeftijd. Een wagenmakersopleiding duurde zes tot tien jaar al naargelang de handigheid en het inzicht van de leerling. De leerjongen kreeg aanvankelijk kleine opdrachten. Het draaien van de slijpsteen en naafboor en het aanreiken van hout en werktuigen waren zo'n taken. Stilaan kreeg hij meer verantwoordelijkheden en mocht hij het snijmes hanteren voor de bewerking van spaken en stelen van gereedschap. Verder leerde hij een boor te hanteren, welke boor of zaag voor welke handeling geschikt was en vooral welke houtsoort voor welk onderdeel nodig was.

## Hout in de wagenmakerij
Hout was de cruciale grondstof in de wagenmakerij. De wagenmaker kocht meestal zelf zijn bomen, veelal bij publieke houtverkopingen die vroeger vaak plaatsvonden. De bomen werden in de lengte gezaagd met een ongeveer drie meter lange boomzaag. De planken werden geruime tijd te drogen gelegd in een open overdekte loods. Tussen de planken werden latjes gelegd om de wind vrij spel te geven zodat het hout gelijkmatig droogde. Van de planken werden de balken en planken gezaagd die nodig waren om de laadbak en het lamoen van de kar of de wagen te maken. Het hout moest meestal meerdere jaren drogen vooraleer het voldoende sterk was om te verwerken. Indien dit niet zou gebeuren, kon het hout gemakkelijk splijten of breken. De meest gebruikte houtsoorten waren olm, eik en acacia.

## Vakmanschap

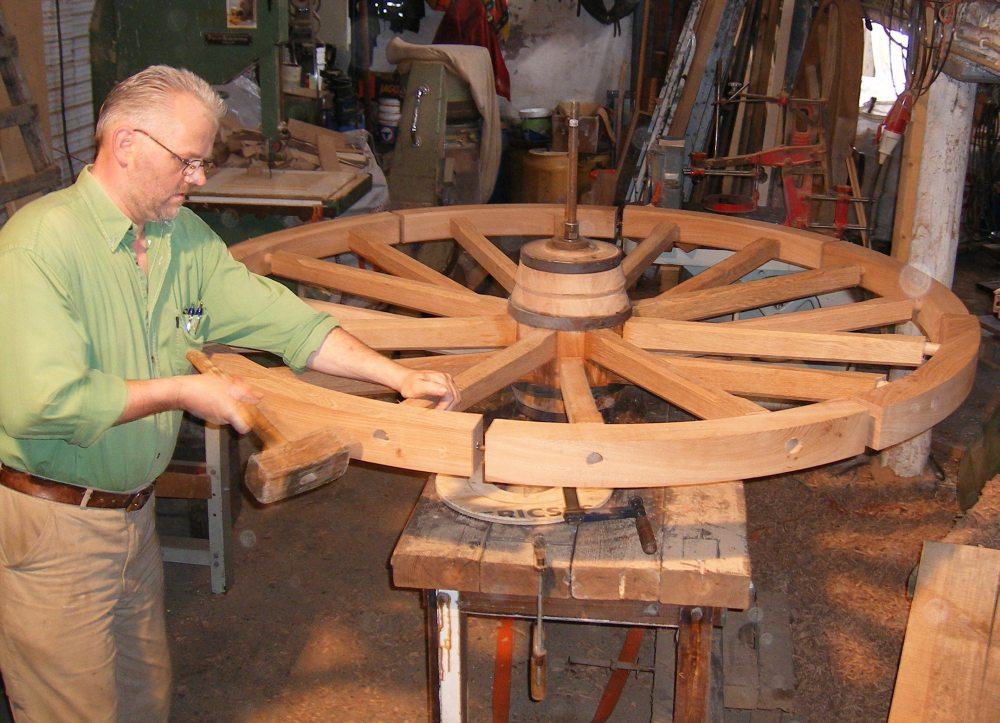
Een wagenmaker aan het werk. Duidelijk is te zien dat de segmenten tijdens het bevestigen op de spaken met pennen met elkaar verbonden zijn.

Het meeste vakmanschap was vereist bij het maken van het houten wiel. Voor de spaken van de wielen werd rechtdradig hout uitgezocht waaruit de spaken gekloofd werden. Om ervoor te zorgen dat de spaken strak in de wielen zouden zitten en niet zouden rammelen was het belangrijk dat het hout zeer droog was. Daarom werden de spaken enkele jaren te drogen gelegd voor ze verder afgewerkt en toegepast werden. Het afwerken gebeurde met een snijmes. De spaken kregen een ovale doorsnee met aan het ene eind een ronde pen met een gleufje, waarin na bevestiging in de velg een spie geslagen kon worden. Het andere eind kreeg een platte pen. Het aantal spaken per wiel kon variëren; veelal waren het er twaalf.
Het middendeel van het wiel, de dom, werd gedraaid. Daartoe gebruikte men een groot draaiwiel dat door enkele helpers in beweging gebracht werd en dat via een drijfriem in verbinding stond met een draaibank. In het geval van een twaalfspakig wiel werden twaalf rechthoekige gaten in de dom uitgekapt waarin de uiteinden van de spaken met de platte pen werden gestoken. De velg bestond uit zes segmenten. In beide kopse kanten van elk segment werd een gat geboord. In die gaten werden ronde pennen aangebracht. Deze konden van hout zijn of van metaal en worden ook dook en drevel genoemd. In de binnenkant van elk segment werden twee ronde spaakgaten geboord.
Ten slotte werden de velgsegmenten voorzichtig aan het twaalftal spaken geslagen, die reeds in de dom gestoken waren. Nadien werd het wiel naar de smid gebracht die er een ijzeren band omheen legde, die nog roodgloeiend was om te voorkomen dat de band eraf zou lopen. Als de band strak om het wiel gekrompen was werd er een gat door de dom geboord. Daarin werd een taps toelopende bus aangebracht waarin later de as moest draaien. De as werd evenals de bus kant en klaar gekocht.

## Mechanisatie
Tot aan het begin van de 20e eeuw werden nagenoeg alle onderdelen door de wagenmaker met handwerktuigen vervaardigd. In bepaalde wagenmakerijen was men wel al overgeschakeld naar een mechanische aandrijving. De langgatboormachine – voor het horizontaal boren van velggaten – is hier een voorbeeld van. Na de Eerste Wereldoorlog deed elektriciteit zijn intrede in het wagenmakersbedrijf. Wagenmakers plaatsten vooral een elektrisch aangedreven lintzaag, schaafmachine en draaibank in hun werkplaats. Hoewel het zware zaag- en schaafwerk sterk terugviel, bleef er veel handwerk over.

## Patroonheilige
De patroonheilige van de wagenmakers is Sint-Elooi. Tot omstreeks het midden van de 20ste eeuw was het bij veel ambachtslui de gewoonte om niet direct een vergoeding te vragen voor het geleverde werk. Zo ook bij de wagenmaker. De wagenmaker noteerde alle werkzaamheden die hij voor een klant verrichtte in een rekeningenboek en maakte eenmaal per jaar een afrekening. Die betaaldag was steeds rond de feestdag van Sint-Elooi (1 december). De klanten, doorgaans boeren, zochten de wagenmaker op en betaalden hun schuld.

## Verval
Na de Tweede Wereldoorlog ging het beroep van wagenmaker in snel tempo teloor. Het aantal wagenmakers in België bijvoorbeeld daalde van ca. 2600 in 1947 naar zo'n 50-tal in 1970. De grootste oorzaak was de introductie, verspreiding en  verdere toepassing van rubberen luchtbanden en het gebruik van een metalen carrosserie. Houten voertuigen bleken bovendien ook niet geschikt achter een tractor die vanaf de jaren 1950 een snelle opmars maakte. Rubberen luchtbanden hadden ten opzichte van houten wielen met ijzeren beslag een aantal voordelen. Met een rubberen luchtband werd de bodem minder diep ingedrukt, was het laadvolume van de kar of wagen aanzienlijk groter en was er een efficiënter gebruik van de paardentrekkracht. Een luchtband woog ook veel minder dan een houten wiel. Enige nadeel was dat het voertuig niet meer kon bewegen bij een lekke band.
Veel wagenmakers zagen de veranderingen in hun beroep aankomen en beslisten om zich om te scholen of te heroriënteren. Een aantal maakte de switch mee en evolueerde naar carrosseriebouwer en garagist. Anderen bleven in de houtsector en gingen aan de slag bij een schrijnwerker of richtten zelf een schrijnwerkersatelier op. Wagenmakers kwamen ook terecht in houthandels, de meubelsector en de uitvaartzorg.

## Familienaam
Het beroep leeft voort in Vlaamse en Nederlandse familienamen Wagenmaker(s) en Wagemaker(s). Ook de Nederlandse namen Wagenaar en Wielenga of Wielinga verwijzen naar dit beroep. In de Vlaamse provincies Antwerpen en Limburg en in zuidelijk Nederland sprak men vaak over een radmaker (rademaker). Vandaar namen als De Raeymaecker, De Rademaecker, Raeymaeckers, Raaijmakers en Rademaker.